# 필립 칸 고탄다

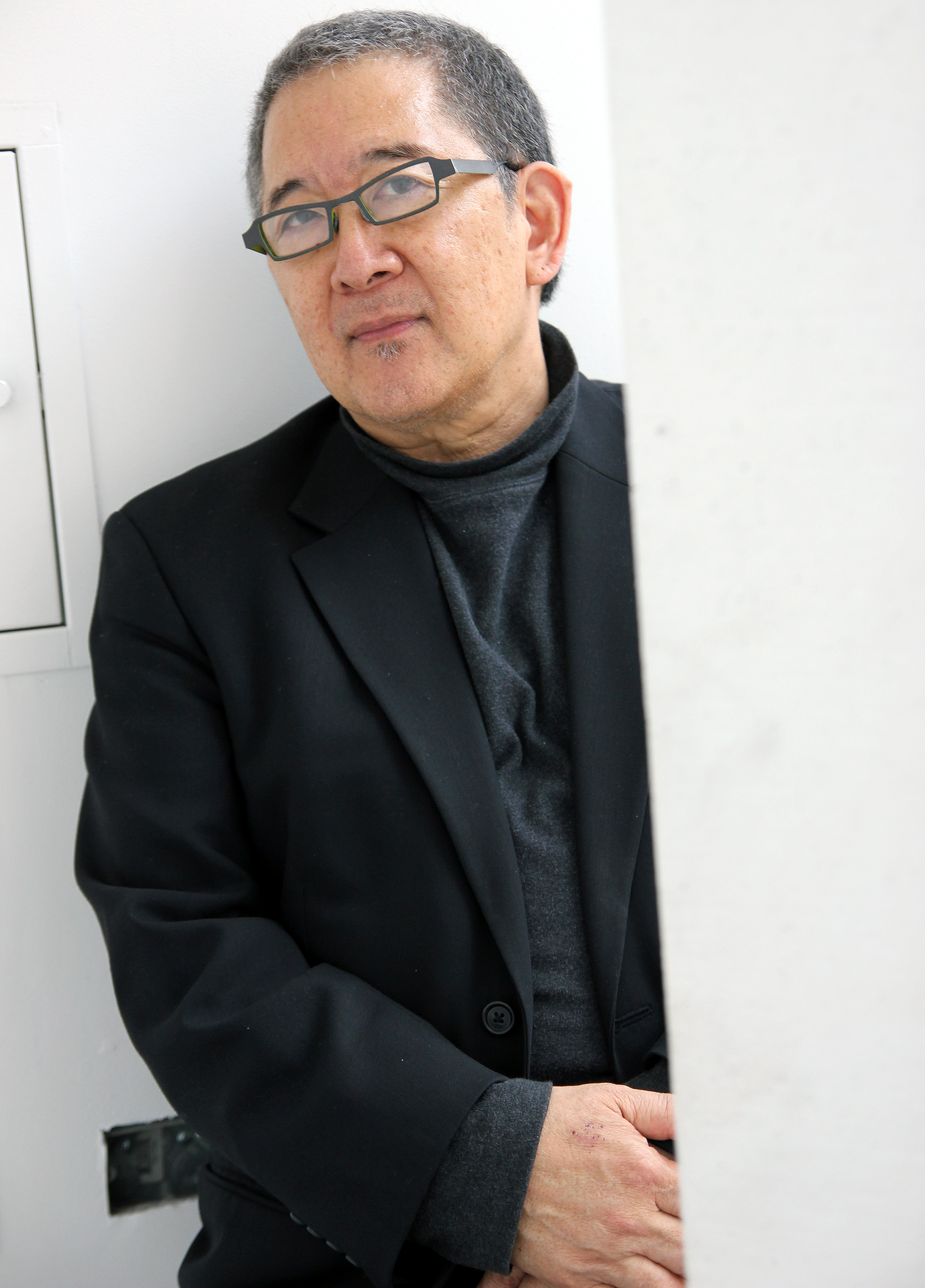

필립 칸 고탄다(Philip Kan Gotanda)는 극작가일 뿐만 아니라 필름 작업을 겸하고 있는 독립영화 감독이기도 하다.

## 생애
1951년 미국 캘리포니아의 스탁턴에서 태어났다. 아버지는 하와이에서 태어난 일본 이민 2세이고 어머니 역시 미국에서 출생한 이민 2세다. 고탄다는 이민 3세대(산세이)로 그곳에서 성장한다. 헤이스팅스대학 법대에 진학하지만 공부 대신 일본 민담을 뮤지컬로 만드는 작업에 몰두해 ＜아보카도 키드(Avocado Kid)＞라는 작품을 완성한다. 이 작품을 마코의 이스트웨스트플레이어스 극단에 보낸 것이 계기가 되어 연극에 입문한다. 이스트웨스트플레이어스는 1970년대에 등장한 아시아인들의 극단으로 데이빗 헨리 황도 이 극단 출신이다. 고탄다는 현재까지 왕성한 활동으로 미국뿐만 아니라 유럽과 일본 연극에도 영향을 미치고 있다. 구겐하임재단, 퓨재단, 록펠러재단, 미연방예술기금 등이 수여하는 다수의 상을 수상했다. 현재 버클리대학 연극춤공연학과 교수로 재직 중이다.